# Savigny (Suíça)
Savigny é uma comuna da Suíça, situada no distrito do Lavaux-Oron, no cantão de Vaud. Tem 16,0 km² de área e sua população em 2018 foi estimada em 3.357 habitantes.